# Golden Grove Airport
Golden Grove Airport är en flygplats i Australien. Den ligger i kommunen Yalgoo och delstaten Western Australia, omkring 370 kilometer norr om delstatshuvudstaden Perth.
Trakten runt Golden Grove Airport är nära nog obefolkad, med mindre än två invånare per kvadratkilometer.. Det finns inga samhällen i närheten.
Omgivningarna runt Golden Grove Airport är i huvudsak ett öppet busklandskap. Genomsnittlig årsnederbörd är 307 millimeter. Den regnigaste månaden är januari, med i genomsnitt 49 mm nederbörd, och den torraste är oktober, med 10 mm nederbörd.